# So Nakagawa
So Nakagawa (中川 創 Nakagawa So?), född 1 juni 1999 i Chiba prefektur, är en japansk fotbollsspelare.
Nakagawa började sin karriär 2018 i Kashiwa Reysol. 2019 flyttade han till SC Sagamihara.